# Wards de Chennai
Els wards (que es podria traduir com seccions, barris o districtes locals) de Chennai són les divisions internes de la ciutat de Chennai a Tamil Nadu, Índia. N'hi ha 155 i cadascuna escull un representant. Els 155 representants formen la Corporació Municipal de Chennai i escullen entre ells un alcalde o major.
La llista de wards és la següent: 
| Ward nº. | Nom                               | Circumscripció electoral de l'estat   | Circumscripció electoral índia  | Taluka                |
| -------- | --------------------------------- | ------------------------------------- | ------------------------------- | --------------------- |
|          | Zona I - Tondiarpet               | Thiruvotriyur Samy. K.P.P             | Chennai North C Kuppusami       | Fort-Tondiarpet       |
| 1        | Kodungaiyur (West)                | Thiruvotriyur Samy. K.P.P             | Chennai North C Kuppusami       | Fort-Tondiarpet       |
| 2        | Kodungaiyur (East)                | Thiruvotriyur Samy. K.P.P             | Chennai North C Kuppusami       | Fort-Tondiarpet       |
| 3        | Dr.Radhakrishnan Nagar (North)    | Dr.Radhakrishnan Nagar Sekar Babu P.K | Chennai North C Kuppusami       | Fort-Tondiarpet       |
| 4        | Cheriyan Nagar (North)            | Dr.Radhakrishnan Nagar Sekar Babu P.K | Chennai North C Kuppusami       | Fort-Tondiarpet       |
| 5        | Jeeva Nagar (North)               | Dr.Radhakrishnan Nagar Sekar Babu P.K | Chennai North C Kuppusami       | Fort-Tondiarpet       |
| 6        | Cheriyan Nagar (South)            | Dr.Radhakrishnan Nagar Sekar Babu P.K | Chennai North C Kuppusami       | Fort-Tondiarpet       |
| 7        | Jeeva Nagar (South)               | Dr.Radhakrishnan Nagar Sekar Babu P.K | Chennai North C Kuppusami       | Fort-Tondiarpet       |
| 8        | Korukkupet                        | Dr.Radhakrishnan Nagar Sekar Babu P.K | Chennai North C Kuppusami       | Fort-Tondiarpet       |
| 9        | Mottai Thottam                    | Dr.Radhakrishnan Nagar Sekar Babu P.K | Chennai North C Kuppusami       | Fort-Tondiarpet       |
| 10       | Kumarasamy Nagar (South)          | Dr.Radhakrishnan Nagar Sekar Babu P.K | Chennai North C Kuppusami       | Fort-Tondiarpet       |
| 11       | Dr.Radhakrishnan Nagar (South)    | Dr.Radhakrishnan Nagar Sekar Babu P.K | Chennai North C Kuppusami       | Fort-Tondiarpet       |
| 12       | Kumarasamy Nagar (North)          | Dr.Radhakrishnan Nagar Sekar Babu P.K | Chennai North C Kuppusami       | Fort-Tondiarpet       |
| 13       | Vijayaragavalu Nagar (West)       | Dr.Radhakrishnan Nagar Sekar Babu P.K | Chennai North C Kuppusami       | Fort-Tondiarpet       |
|          | Zona II - Basin Bridge            | Royapuram Jayakumar D                 | Chennai North C Kuppusami       | Fort-Tondiarpet       |
| 14       | Tondiarpet                        | Royapuram Jayakumar D                 | Chennai North C Kuppusami       | Fort-Tondiarpet       |
| 15       | Sanjeevirayanpet                  | Royapuram Jayakumar D                 | Chennai North C Kuppusami       | Fort-Tondiarpet       |
| 16       | Grace Garden                      | Royapuram Jayakumar D                 | Chennai North C Kuppusami       | Fort-Tondiarpet       |
| 17       | Ma-Po-Si Nagar                    | Royapuram Jayakumar D                 | Chennai North C Kuppusami       | Fort-Tondiarpet       |
| 18       | Royapuram                         | Royapuram Jayakumar D                 | Chennai North C Kuppusami       | Fort-Tondiarpet       |
| 19       | Singarathottam                    | Royapuram Jayakumar D                 | Chennai North C Kuppusami       | Fort-Tondiarpet       |
| 20       | Narayanappa Thottam               | Royapuram Jayakumar D                 | Chennai North C Kuppusami       | Fort-Tondiarpet       |
| 21       | Old Washermenpet                  | Royapuram Jayakumar D                 | Chennai North C Kuppusami       | Fort-Tondiarpet       |
| 22       | Meenakshiammanpet                 | Royapuram Jayakumar D                 | Chennai North C Kuppusami       | Fort-Tondiarpet       |
| 23       | Kondithope                        | Harbour Anbazhagan K                  | Chennai North C Kuppusami       | Fort-Tondiarpet       |
| 24       | Sevenwells (North)                | Harbour Anbazhagan K                  | Chennai North C Kuppusami       | Fort-Tondiarpet       |
| 25       | Amman Koil                        | Harbour Anbazhagan K                  | Chennai North C Kuppusami       | Fort-Tondiarpet       |
| 26       | Muthialpet                        | Harbour Anbazhagan K                  | Chennai North C Kuppusami       | Fort-Tondiarpet       |
| 27       | Vallalseethakathi Nagar           | Harbour Anbazhagan K                  | Chennai North C Kuppusami       | Fort-Tondiarpet       |
| 28       | Kachaleeswarar Nagar              | Harbour Anbazhagan K                  | Chennai North C Kuppusami       | Fort-Tondiarpet       |
| 29       | Sevenwells (South)                | Harbour Anbazhagan K                  | Chennai North C Kuppusami       | Fort-Tondiarpet       |
| 30       | Sowcarpet                         | Harbour Anbazhagan K                  | Chennai North C Kuppusami       | Fort-Tondiarpet       |
| 31       | Basin Bridge                      | Perambur Mahendran K                  | Chennai North C Kuppusami       | Fort-Tondiarpet       |
|          | Zona III - Pulianthope            | Perambur Mahendran K                  | Chennai North C Kuppusami       | Purasawalkam-Perambur |
| 32       | Vyasarpet (South)                 | Perambur Mahendran K                  | Chennai North C Kuppusami       | Purasawalkam-Perambur |
| 33       | Vyasarpet (North)                 | Perambur Mahendran K                  | Chennai North C Kuppusami       | Purasawalkam-Perambur |
| 34       | Perambur (North)                  | Perambur Mahendran K                  | Chennai North C Kuppusami       | Purasawalkam-Perambur |
| 35       | Perambur (East)                   | Perambur Mahendran K                  | Chennai North C Kuppusami       | Purasawalkam-Perambur |
| 36       | Elango Nagar                      | Perambur Mahendran K                  | Chennai North C Kuppusami       | Purasawalkam-Perambur |
| 37       | Perambur (South)                  | Perambur Mahendran K                  | Chennai North C Kuppusami       | Purasawalkam-Perambur |
| 38       | Thiru-Vi-Ka Nagar                 | Perambur Mahendran K                  | Chennai North C Kuppusami       | Purasawalkam-Perambur |
| 39       | Wadia Nagar                       | Perambur Mahendran K                  | Chennai North C Kuppusami       | Purasawalkam-Perambur |
| 40       | Dr.Sathyavanimuthu Nagar          | Perambur Mahendran K                  | Chennai North C Kuppusami       | Purasawalkam-Perambur |
| 41       | Pulianthope                       | Park Town Srinivasan K.               | Chennai Central Dayanidhi Maran | Purasawalkam-Perambur |
| 42       | Dr.Besant Nagar                   | Park Town Srinivasan K.               | Chennai Central Dayanidhi Maran | Purasawalkam-Perambur |
| 43       | Pedhunayakanpet                   | Park Town Srinivasan K.               | Chennai Central Dayanidhi Maran | Purasawalkam-Perambur |
| 44       | Perumal Koil Thottam              | Park Town Srinivasan K.               | Chennai Central Dayanidhi Maran | Purasawalkam-Perambur |
| 45       | Thattankulam                      | Park Town Srinivasan K.               | Chennai Central Dayanidhi Maran | Purasawalkam-Perambur |
| 46       | Choolai                           | Park Town Srinivasan K.               | Chennai Central Dayanidhi Maran | Purasawalkam-Perambur |
| 47       | Poonga Nagar                      | Park Town Srinivasan K.               | Chennai Central Dayanidhi Maran | Fort-Tondiarpet       |
| 48       | Elephant Gate                     | Park Town Srinivasan K.               | Chennai Central Dayanidhi Maran | Fort-Tondiarpet       |
| 49       | Edapalayam                        | Park Town Srinivasan K.               | Chennai Central Dayanidhi Maran | Fort-Tondiarpet       |
|          | Zona IV - Ayanavaram              | Purusawalkam Babu V.S.                | Chennai Central Dayanidhi Maran | Purasawalkam-Perambur |
| 50       | Agaram (North)                    | Purusawalkam Babu V.S.                | Chennai Central Dayanidhi Maran | Purasawalkam-Perambur |
| 51       | Sembiam                           | Purusawalkam Babu V.S.                | Chennai Central Dayanidhi Maran | Purasawalkam-Perambur |
| 52       | Siruvalloor                       | Purusawalkam Babu V.S.                | Chennai Central Dayanidhi Maran | Purasawalkam-Perambur |
| 53       | Nagammai Ammaiyar Nagar           | Purusawalkam Babu V.S.                | Chennai Central Dayanidhi Maran | Purasawalkam-Perambur |
| 54       | Agaram (South)                    | Purusawalkam Babu V.S.                | Chennai Central Dayanidhi Maran | Purasawalkam-Perambur |
| 55       | Vidhudalai Gurusami Nagar         | Purusawalkam Babu V.S.                | Chennai Central Dayanidhi Maran | Purasawalkam-Perambur |
| 56       | Ayanavaram                        | Purusawalkam Babu V.S.                | Chennai Central Dayanidhi Maran | Purasawalkam-Perambur |
| 57       | Nagammaiammaiyar Nagar (South)    | Purusawalkam Babu V.S.                | Chennai Central Dayanidhi Maran | Purasawalkam-Perambur |
| 58       | Panneer Selvam Nagar              | Purusawalkam Babu V.S.                | Chennai Central Dayanidhi Maran | Purasawalkam-Perambur |
| 59       | Maraimalai Adigal Nagar           | Purusawalkam Babu V.S.                | Chennai Central Dayanidhi Maran | Purasawalkam-Perambur |
| 60       | Maraimalai Adigal Nagar (South)   | Purusawalkam Babu V.S.                | Chennai Central Dayanidhi Maran | Purasawalkam-Perambur |
| 61       | Purasawalkam                      | Purusawalkam Babu V.S.                | Chennai Central Dayanidhi Maran | Purasawalkam-Perambur |
| 62       | Kolathur                          | Villivakkam Ranganathan. B            | Chennai Central Dayanidhi Maran | Purasawalkam-Perambur |
| 63       | Villiwakkam (North)               | Villivakkam Ranganathan. B            | Chennai Central Dayanidhi Maran | Purasawalkam-Perambur |
|          | Zona V - Kilpauk                  | Villivakkam Ranganathan. B            | Chennai Central Dayanidhi Maran | Purasawalkam-Perambur |
| 64       | Villiwakkam (South)               | Villivakkam Ranganathan. B            | Chennai Central Dayanidhi Maran | Purasawalkam-Perambur |
| 65       | Virugambakkam (North)             | Villivakkam Ranganathan. B            | Chennai Central Dayanidhi Maran | Egmore-Nungambakkam   |
| 66       | Anna Nagar (West)                 | Anna Nagar Arcot Veeraswami N         | Chennai Central Dayanidhi Maran | Egmore-Nungambakkam   |
| 67       | Anna Nagar (Central)              | Anna Nagar Arcot Veeraswami N         | Chennai Central Dayanidhi Maran | Egmore-Nungambakkam   |
| 68       | Anna Nagar (East)                 | Anna Nagar Arcot Veeraswami N         | Chennai Central Dayanidhi Maran | Egmore-Nungambakkam   |
| 69       | Shenoy Nagar                      | Anna Nagar Arcot Veeraswami N         | Chennai Central Dayanidhi Maran | Egmore-Nungambakkam   |
| 70       | Kilpauk (North)                   | Anna Nagar Arcot Veeraswami N         | Chennai Central Dayanidhi Maran | Egmore-Nungambakkam   |
| 71       | Gangadeeswarar Koil               | Anna Nagar Arcot Veeraswami N         | Chennai Central Dayanidhi Maran | Egmore-Nungambakkam   |
| 72       | Kilpauk (South)                   | Anna Nagar Arcot Veeraswami N         | Chennai Central Dayanidhi Maran | Egmore-Nungambakkam   |
| 73       | Amanjikarai (North)               | Anna Nagar Arcot Veeraswami N         | Chennai Central Dayanidhi Maran | Egmore-Nungambakkam   |
| 74       | Amanjikarai (Central)             | Anna Nagar Arcot Veeraswami N         | Chennai Central Dayanidhi Maran | Egmore-Nungambakkam   |
| 75       | Amanjikarai (West)                | Anna Nagar Arcot Veeraswami N         | Chennai Central Dayanidhi Maran | Egmore-Nungambakkam   |
| 76       | Periyar Nagar (North)             | Anna Nagar Arcot Veeraswami N         | Chennai Central Dayanidhi Maran | Egmore-Nungambakkam   |
| 77       | Periyar Nagar (West)              | Anna Nagar Arcot Veeraswami N         | Chennai Central Dayanidhi Maran | Egmore-Nungambakkam   |
| 78       | Nungambakkam                      | Anna Nagar Arcot Veeraswami N         | Chennai Central Dayanidhi Maran | Egmore-Nungambakkam   |
|          | Zona VI - Ice House               | Chepauk Karunanidhi M                 | Chennai Central Dayanidhi Maran | Fort-Tondiarpet       |
| 79       | Adikesavapuram                    | Chepauk Karunanidhi M                 | Chennai Central Dayanidhi Maran | Fort-Tondiarpet       |
| 80       | Nehru Nagar                       | Chepauk Karunanidhi M                 | Chennai Central Dayanidhi Maran | Fort-Tondiarpet       |
| 81       | Chintadripet                      | Chepauk Karunanidhi M                 | Chennai Central Dayanidhi Maran | Mylapore-Triplicane   |
| 82       | Komaleeswaranpet                  | Chepauk Karunanidhi M                 | Chennai Central Dayanidhi Maran | Mylapore-Triplicane   |
| 83       | Balasubramanya Nagar              | Chepauk Karunanidhi M                 | Chennai Central Dayanidhi Maran | Mylapore-Triplicane   |
| 84       | Thiruvotteeswaranpet              | Chepauk Karunanidhi M                 | Chennai Central Dayanidhi Maran | Mylapore-Triplicane   |
| 85       | Natesan Nagar                     | Chepauk Karunanidhi M                 | Chennai Central Dayanidhi Maran | Mylapore-Triplicane   |
| 86       | Chepauk                           | Chepauk Karunanidhi M                 | Chennai Central Dayanidhi Maran | Mylapore-Triplicane   |
| 87       | Zambazaar                         | Triplicane Bader Sayeed               | Chennai South T R Baalu         | Mylapore-Triplicane   |
| 88       | Umaru Pulavar Nagar               | Triplicane Bader Sayeed               | Chennai South T R Baalu         | Mylapore-Triplicane   |
| 89       | Triplicane                        | Triplicane Bader Sayeed               | Chennai South T R Baalu         | Mylapore-Triplicane   |
| 90       | Marina                            | Triplicane Bader Sayeed               | Chennai South T R Baalu         | Mylapore-Triplicane   |
| 91       | Krishnampet                       | Triplicane Bader Sayeed               | Chennai South T R Baalu         | Mylapore-Triplicane   |
| 92       | Bharathi Nagar                    | Triplicane Bader Sayeed               | Chennai South T R Baalu         | Mylapore-Triplicane   |
| 93       | Azad Bgr (North)                  | Triplicane Bader Sayeed               | Chennai South T R Baalu         | Mylapore-Triplicane   |
| 94       | Bharthidasan Nagar                | Triplicane Bader Sayeed               | Chennai South T R Baalu         | Mylapore-Triplicane   |
| 95       | Azas Nagar (South)                | Triplicane Bader Sayeed               | Chennai South T R Baalu         | Mylapore-Triplicane   |
| 96       | Vivekananda Puram                 | Triplicane Bader Sayeed               | Chennai South T R Baalu         | Mylapore-Triplicane   |
|          | Zona VII - Nungambakkam           | Egmore Parithi Ellamvazhuthi          | Chennai Central Dayanidhi Maran | Purasawalkam-Perambur |
| 97       | Ajnugam Ammaiyar Nagar            | Egmore Parithi Ellamvazhuthi          | Chennai Central Dayanidhi Maran | Purasawalkam-Perambur |
| 98       | Kosappet W(G)                     | Egmore Parithi Ellamvazhuthi          | Chennai Central Dayanidhi Maran | Purasawalkam-Perambur |
| 99       | Pattalam - Sc(G)                  | Egmore Parithi Ellamvazhuthi          | Chennai Central Dayanidhi Maran | Purasawalkam-Perambur |
| 100      | Anbazhagan Nagar                  | Egmore Parithi Ellamvazhuthi          | Chennai Central Dayanidhi Maran | Purasawalkam-Perambur |
| 101      | Perumalpet                        | Egmore Parithi Ellamvazhuthi          | Chennai Central Dayanidhi Maran | Purasawalkam-Perambur |
| 102      | Kannappar Nagar W(G)              | Egmore Parithi Ellamvazhuthi          | Chennai Central Dayanidhi Maran | Purasawalkam-Perambur |
| 103      | Pattalam                          | Egmore Parithi Ellamvazhuthi          | Chennai Central Dayanidhi Maran | Purasawalkam-Perambur |
| 104      | Chetpet                           | Egmore Parithi Ellamvazhuthi          | Chennai Central Dayanidhi Maran | Egmore-Nungambakkam   |
| 105      | Egmore                            | Egmore Parithi Ellamvazhuthi          | Chennai Central Dayanidhi Maran | Egmore-Nungambakkam   |
| 106      | Pudupet                           | Egmore Parithi Ellamvazhuthi          | Chennai Central Dayanidhi Maran | Egmore-Nungambakkam   |
| 107      | Ko-Su-Mani Nagar                  | Thousand Lights Stalin M.K            | Chennai Central Dayanidhi Maran | Egmore-Nungambakkam   |
| 108      | Nakeerar Nagar                    | Thousand Lights Stalin M.K            | Chennai Central Dayanidhi Maran | Egmore-Nungambakkam   |
| 109      | Thousand Lights                   | Thousand Lights Stalin M.K            | Chennai Central Dayanidhi Maran | Egmore-Nungambakkam   |
| 110      | Azhagiri Nagar                    | Thousand Lights Stalin M.K            | Chennai Central Dayanidhi Maran | Mylapore-Triplicane   |
| 111      | Amir Mahal                        | Thousand Lights Stalin M.K            | Chennai Central Dayanidhi Maran | Mylapore-Triplicane   |
| 112      | Royapettah                        | Thousand Lights Stalin M.K            | Chennai Central Dayanidhi Maran | Mylapore-Triplicane   |
| 113      | Teynampet                         | Thousand Lights Stalin M.K            | Chennai Central Dayanidhi Maran | Mylapore-Triplicane   |
|          | Zona VIII - Kodambakkam           | Thousand Lights Stalin M.K            | Chennai Central Dayanidhi Maran | Mylapore-Triplicane   |
| 114      | Sathyamurthy Nagar                | Thousand Lights Stalin M.K            | Chennai Central Dayanidhi Maran | Mylapore-Triplicane   |
| 115      | Alwarpet (North)                  | Thousand Lights Stalin M.K            | Chennai Central Dayanidhi Maran | Mylapore-Triplicane   |
| 116      | Alwarpet (South)                  | Thousand Lights Stalin M.K            | Chennai Central Dayanidhi Maran | Mylapore-Triplicane   |
| 117      | Vadapalani (West)                 | T Nagar Kalairajan V.P.               | Chennai South T R Baalu         | Egmore-Nungambakkam   |
| 118      | Vadapalani (East)                 | T Nagar Kalairajan V.P.               | Chennai South T R Baalu         | Egmore-Nungambakkam   |
| 119      | Kalaivanar Nagar                  | T Nagar Kalairajan V.P.               | Chennai South T R Baalu         | Mambalam-Guindy       |
| 120      | Navalar Nedunchezian Nagar (West) | T Nagar Kalairajan V.P.               | Chennai South T R Baalu         | Egmore-Nungambakkam   |
| 121      | Navalar Nedunchezian Nagar (West) | T Nagar Kalairajan V.P.               | Chennai South T R Baalu         | Mambalam-Guindy       |
| 122      | Ashok Nagar                       | T Nagar Kalairajan V.P.               | Chennai South T R Baalu         | Mambalam-Guindy       |
| 123      | M.G.R. Nagar                      | T Nagar Kalairajan V.P.               | Chennai South T R Baalu         | Egmore-Nungambakkam   |
| 124      | Kamaraj Nagar (North)             | T Nagar Kalairajan V.P.               | Chennai South T R Baalu         | Egmore-Nungambakkam   |
| 125      | Kamaraj Nagar (South)             | T Nagar Kalairajan V.P.               | Chennai South T R Baalu         | Egmore-Nungambakkam   |
| 126      | Thyagaraya Nagar                  | T Nagar Kalairajan V.P.               | Chennai South T R Baalu         | Mambalam-Guindy       |
| 127      | Rajaji Nagar                      | T Nagar Kalairajan V.P.               | Chennai South T R Baalu         | Mambalam-Guindy       |
| 128      | Virugambakkam (South)             | Villivakkam Ranganathan. B            | Chennai South T R Baalu         | Mambalam-Guindy       |
| 129      | Saligarmam                        | Alandur Anbarsan, T. M                | Chennai South T R Baalu         | Mambalam-Guindy       |
|          | Zona IX - Saidapet                | Alandur Anbarsan, T. M                | Chennai South T R Baalu         | Mambalam-Guindy       |
| 130      | Kodambakkam (North)               | Alandur Anbarsan, T. M                | Chennai South T R Baalu         | Mambalam-Guindy       |
| 131      | Kodambakkam (South)               | Alandur Anbarsan, T. M                | Chennai South T R Baalu         | Mambalam-Guindy       |
| 132      | Saidapet                          | Saidapet Senthamizhan G.              | Chennai South T R Baalu         | Mambalam-Guindy       |
| 133      | Kumaran Nagar (North)             | Saidapet Senthamizhan G.              | Chennai South T R Baalu         | Mambalam-Guindy       |
| 134      | Kumaran Nagar (South)             | Saidapet Senthamizhan G.              | Chennai South T R Baalu         | Mambalam-Guindy       |
| 135      | Saidapet (West)                   | Saidapet Senthamizhan G.              | Chennai South T R Baalu         | Mambalam-Guindy       |
| 136      | Kalaingar Karunanidhi Nagar       | Saidapet Senthamizhan G.              | Chennai South T R Baalu         | Mambalam-Guindy       |
| 137      | V O C Nagar                       | Saidapet Senthamizhan G.              | Chennai South T R Baalu         | Mambalam-Guindy       |
| 138      | G D Naidu Nagar (East)            | Saidapet Senthamizhan G.              | Chennai South T R Baalu         | Mambalam-Guindy       |
| 139      | G. D Naidu Nagar (West)           | Saidapet Senthamizhan G.              | Chennai South T R Baalu         | Mambalam-Guindy       |
| 140      | Guindy (West)                     | Saidapet Senthamizhan G.              | Chennai South T R Baalu         | Mambalam-Guindy       |
| 141      | Guindy (East)                     | Saidapet Senthamizhan G.              | Chennai South T R Baalu         | Mambalam-Guindy       |
|          | Zona X - Adyar                    | Mylapore S.Ve.Shekher                 | Chennai South T R Baalu         | Mylapore-Triplicane   |
| 142      | Beemannapettai                    | Mylapore S.Ve.Shekher                 | Chennai South T R Baalu         | Mylapore-Triplicane   |
| 143      | Thiruvalluvar Nagar               | Mylapore S.Ve.Shekher                 | Chennai South T R Baalu         | Mylapore-Triplicane   |
| 144      | Madavaperumal Puram               | Mylapore S.Ve.Shekher                 | Chennai South T R Baalu         | Mylapore-Triplicane   |
| 145      | Karaneeswarpuram                  | Mylapore S.Ve.Shekher                 | Chennai South T R Baalu         | Mylapore-Triplicane   |
| 146      | Santhome                          | Mylapore S.Ve.Shekher                 | Chennai South T R Baalu         | Mylapore-Triplicane   |
| 147      | Mylapore                          | Mylapore S.Ve.Shekher                 | Chennai South T R Baalu         | Mylapore-Triplicane   |
| 148      | Avvai Nagar (South)               | Mylapore S.Ve.Shekher                 | Chennai South T R Baalu         | Mylapore-Triplicane   |
| 149      | Raja Annamalai Puram              | Mylapore S.Ve.Shekher                 | Chennai South T R Baalu         | Mylapore-Triplicane   |
| 150      | Avvai Nagar (South)               | Mylapore S.Ve.Shekher                 | Chennai South T R Baalu         | Mylapore-Triplicane   |
| 151      | Adayar (West)                     | Mylapore S.Ve.Shekher                 | Chennai South T R Baalu         | Mylapore-Triplicane   |
| 152      | Adayar (East)                     | Mylapore S.Ve.Shekher                 | Chennai South T R Baalu         | Mylapore-Triplicane   |
| 153      | Velachery                         | Mylapore S.Ve.Shekher                 | Chennai South T R Baalu         | Mambalam-Guindy       |
| 154      | Thiruvanmiyur (West)              | Tambaram Raja, S.R                    | Chennai South T R Baalu         | Mylapore-Triplicane   |
| 155      | Thiruvanmiyur (East)              | Tambaram Raja, S.R                    | Chennai South T R Baalu         | Mylapore-Triplicane   |